# Sfitakantha
Sfitakantha is een geslacht van kevers uit de familie van de loopkevers (Carabidae). De wetenschappelijke naam van het geslacht is voor het eerst geldig gepubliceerd in 1919 door Andrewes.

## Soorten
Het geslacht Sfitakantha omvat de volgende soorten:
- Sfitakantha impressa (Schmidt-Goebel, 1846)
- Sfitakantha reflexa Andrewes, 1937